# (14071) Gadabird
(14071) Gadabird est un astéroïde de la ceinture principale.

## Description
(14071) Gadabird est un astéroïde de la ceinture principale. Il fut découvert le 11 mai 1996 à Kitt Peak par le projet Spacewatch. Il présente une orbite caractérisée par un demi-grand axe de 2,86 UA, une excentricité de 0,05 et une inclinaison de 3,1° par rapport à l'écliptique.

## Compléments